# Błogosławione kłamstwo
Błogosławione kłamstwo (hiszp. Bendita mentira) – meksykańska telenowela wyprodukowana przez Televisę w 1996 roku.

## Wersja polska
W Polsce telenowela była emitowana w telewizji Nasza TV w 1999 r.

## Obsada
- Angélica María – Esperanza Martínez de De la Mora
(wszystkie 90 odcinków)[1]
- Mariana Levy – Carolina (90)
- Sergio Catalán – Diego de la Mora (90)
- Ana Patricia Rojo – Mireya de la Mora (90)
- Ramón Abascal – Fabricio de la Mora (90)
- Marisol Mijares – Liliana "Lili" de la Mora (3)
- Joel Núñez – Saúl de la Mora (3)
- Constantino Costas – David Grajales/Teo (3)
- Mariana Karr – Mariana (3)
- Alejandra Meyer – Petronila (3)
- Angélica Vale – Margarita (3)
- Zully Keith – Flora (3)
- José María Torre – Benny (3)
- Karla Graham – Jessica (3)
- Evita Muñoz – Goya (3)
- Héctor Gómez – Don Erasmo de la Mora (3)
- Guillermo Aguilar – Fernando Zambrano (3)
- Socorro Avelar – Veneranda (3)
- María Idalia – Julia (3)
- Marina Marín – Gloria (3)
- Alicia Montoya – Virtudes (3)
- Gabriela Murray – Aurora (3)
- Julio Monterde – Benjamín (3)
- Maty Huitrón – Ramona (3)
- Guillermo Rivas – Padre Roque (3)
- Susana Lozano – Maripaz (3)
- Beatriz Martínez – Amelia (3)
- Sergio Sánchez – Edgardo (3)
- Riccardo Dalmacci – Angelo Fontanelli (3)
- María Prado – Ruperta (3)
- Rubén Morales – Ramiro (1)
- Salvador Ibarra – Agustín (1)
- Plutarco Haza – dr Sandoval (1)
- Fabián Ibarra – Omar (1)
- Clara María Dian – Matilde (1)

## Nagrody i nominacje

### Premios TVyNovelas 1997
| Kategoria                         | Osoby             | Wynik     |
| --------------------------------- | ----------------- | --------- |
| Najlepsza złoczyńczyni            | Ana Patricia Rojo | Nominacja |
| Najlepsza aktorka pierwszoplanowa | Angélica María    | Wygrana   |
| Męskie objawienie                 | Sergio Catalán    | Wygrana   |